# 곤조지역
곤조지역(일본어: 金蔵寺駅)은 일본 가가와현 젠쓰지시에 있는 시코쿠 여객철도 도산 선의 역이다. 역 번호는 D13이다. 상대식 승강장 2면 2선의 구조를 지닌 지상역이다.

## 타는 곳
| 1 · 2 | ■ 도산 선 | (상행) | 다도쓰 · 마쓰야마 · 오카야마 방면 |
| 1 · 2 | ■ 도산 선 | (하행) | 고토히라 · 아와이케다 · 고치 방면 |

## 이용 현황
| 연도 | 하루 평균 승차 인원 |
| 2008 | 201명               |
| 2009 | 208명               |
| ---- | ------------------- |

## 역 주변
- 마쓰야마 자동차도 젠쓰지 IC · BS
- 가가와 현립 마루가메 경기장

## 인접 정차역
| 시코쿠 여객철도 도산 선 | 시코쿠 여객철도 도산 선 | 시코쿠 여객철도 도산 선 |
| ----------------------- | ----------------------- | ----------------------- |
| D 12 다도쓰 다도쓰 방면 | 도산 선                 | 젠쓰지 D 14 고치 방면   |